# 1985-ös Eurovíziós Dalfesztivál
Az 1985-ös Eurovíziós Dalfesztivál volt a harmincadik Eurovíziós Dalfesztivál, melynek a svédországi Göteborg adott otthont. A helyszín a göteborgi Scandinavium volt.

## A résztvevők
Egy év kihagyás után tért vissza Görögország és Izrael, ugyanakkor Hollandia és Jugoszlávia nem vett részt ebben az évben, mert a verseny napja egybeesett a Dodenherdenking megemlékezési ünneppel Hollandiában, és Josip Broz Tito halálának 5. évfordulójával Jugoszláviában. Így összesen tizenkilenc dal versenyzett.
Másodszor vett részt a svéd Kikki Danielsson, aki az 1982-es Eurovíziós Dalfesztiválon az itt győztes norvég Bobbysocks egyik tagjával, Elisabeth Andreassen-nel duettet alkotva, Chips néven képviselték Svédországot. A Bobbysocks másik tagja, Hanne Krogh pedig az 1971-es Eurovíziós Dalfesztiválon vett részt korábban.
1984 után sorozatban másodszor szerepelt a dán Hot Eyes együttes, valamint 1983 után az osztrák Gary Lux és a svájci Mariella Farré. A svájci duó másik fele, Pino Gasparini 1977 után tért vissza. Második alkalommal csatlakozott a mezőnyhöz az olasz Al Bano & Romina Power és az 1978-as Eurovíziós Dalfesztivál izraeli győztese, Izhar Cohen is.
A Luxemburgot képviselő Ireen Sheer már harmadszor versenyzett, ezúttal öt másik énekessel együtt. Mivel nem használtak külön elnevezést, hanem egyesével feltüntették a tagok neveit, ez a verseny történetének leghosszabb előadói nevét eredményezte.

## A verseny
Az est házigazdája, Lill Lindfors egykor maga is képviselte Svédországot a versenyen: az 1966-os Eurovíziós Dalfesztiválon a második helyen végzett. Híressé vált az est során történt "ruhavesztése": miközben a színpadra vonult, a ruhája fennakadt az egyik díszleten, és pár másodpercig fehérneműben állt a színpadon. Tettetett zavarral forgolódott, majd a ruhája felső részéből előhúzott egy új szoknyát. "Csak fel akartam ébreszteni Önöket!" – mondta. Később elismerte, hogy az eset előre el volt tervezve, viszont a próbán nem próbálták el. Az EBU nem volt elragadtatva az esettől, ezért később bevezették azt a szabályt, hogy a próbán mindent el kell próbálni pontosan úgy, ahogyan az a versenyen fog történni. (lásd: Külső hivatkozások)

## A szavazás
A szavazási rendszer megegyezett az 1980-as versenyen bevezetettel. Minden ország a kedvenc 10 dalára szavazott, melyek 1-8, 10 és 12 pontot kaptak. A szóvivők növekvő sorrendben hirdették ki a pontokat.
A szavazás izgalmasan alakult. A szavazás elején úgy tűnt, hogy az előzetesen esélyesnek tartott német Wind együttes könnyed győzelmet fog aratni, de később elolvadt az előnyük és végül Norvégia zárt az élen. A győztes dal 123 ponton zárt - a hagyományos 1-12 pontozási rendszerben ez a legalacsonyabb pontszám, mellyel nyerni lehetett.
Norvégia először tudott győzni, azután, hogy korábban már hatszor végeztek az utolsó helyen. (1963, 1969, 1974, 1976, 1978 és 1981-ben.)
A Bobbysocks nevű formációt alkotó két énekesnő többször is részt vett a dalversenyen. Hanne Krogh az 1971-es Eurovíziós Dalfesztiválon utolsó előtti helyen zárt, később 1991-ben is szerepelt. Elisabeth Andreassen az 1982-es Eurovíziós Dalfesztiválon Svédországot képviselte a Chips nevű formáció egyik tagjaként.  Később az 1994-es Eurovíziós Dalfesztiválon, majd az 1996-os oslói versenyen képviselte Norvégiát.
Először fordult elő, hogy sem Görögország, sem Ciprus nem adott 12 pontot a másiknak, a két ország 8-8 pontot adott egymásnak.

## Eredmények
| #  | Ország             | Nyelv           | Előadó                                                                      | Dal                          | Magyar fordítás              | Helyezés | Pontszám |
| -- | ------------------ | --------------- | --------------------------------------------------------------------------- | ---------------------------- | ---------------------------- | -------- | -------- |
| 01 | Írország           | angol           | Maria Christian                                                             | Wait Until the Weekend Comes | Várj, amíg eljön a hétvége   | 6.       | 91       |
| 02 | Finnország         | finn            | Sonja Lumme                                                                 | Eläköön elämä                | Éljen soká az élet           | 9.       | 58       |
| 03 | Ciprus             | görög           | Lía Víszi                                                                   | To katálava argá             | Túl későn jöttem rá          | 16.      | 15       |
| 04 | Dánia              | dán             | Hot Eyes                                                                    | Sku’ du spørg’ fra no’en?    | Szeretnéd tudni?             | 11.      | 41       |
| 05 | Spanyolország      | spanyol         | Paloma San Basilio                                                          | La fiesta terminó            | A partinak vége              | 14.      | 36       |
| 06 | Franciaország      | francia         | Roger Bens                                                                  | Femme dans ses rêves aussi   | Az álmaiban is nő            | 10.      | 56       |
| 07 | Törökország        | török           | MFÖ                                                                         | Didai didai dai              | —                            | 14.      | 36       |
| 08 | Belgium            | holland         | Linda Lepomme                                                               | Laat me nu gaan              | Hagyj most elmenni           | 19.      | 7        |
| 09 | Portugália         | portugál        | Adelaide                                                                    | Penso em ti, eu sei          | Rád gondolok, tudom          | 18.      | 9        |
| 10 | Németország        | német           | Wind                                                                        | Für alle                     | Mindenkinek                  | 2.       | 105      |
| 11 | Izrael             | héber           | Izhar Cohen                                                                 | Olé, olé                     | Fel, fel                     | 5.       | 93       |
| 12 | Olaszország        | olasz           | Al Bano & Romina Power                                                      | Magic Oh Magic               | Varázslat, ó varázslat       | 7.       | 78       |
| 13 | Norvégia           | norvég          | Bobbysocks!                                                                 | La det swinge                | Engedd ringatózni            | 1.       | 123      |
| 14 | Egyesült Királyság | angol           | Vikki                                                                       | Love Is                      | A szerelem...                | 4.       | 100      |
| 15 | Svájc              | német           | Mariella Farré és Pino Gasparini                                            | Piano, piano                 | Lassan, lassan               | 12.      | 39       |
| 16 | Svédország         | svéd            | Kikki Danielsson                                                            | Bra vibrationer              | Kellemes rezgések            | 3.       | 103      |
| 17 | Ausztria           | német, angol[a] | Gary Lux                                                                    | Kinder dieser Welt           | A világ gyermekei            | 8.       | 60       |
| 18 | Luxemburg          | francia         | Margo, Franck Olivier, Diane Solomon, Ireen Sheer, Chris és Malcolm Roberts | Children, Kinder, Enfants    | Gyerekek, gyerekek, gyerekek | 13.      | 37       |
| 19 | Görögország        | görög           | Takis Biniaris                                                              | Miazoume                     | Hasonlítunk egymásra         | 16.      | 15       |

1.↑ a: A dalban a vokalisták több nyelven éneklik a gyermek szót, így a dal tartalmazza ezt a kifejezést németül, norvégul, spanyolul, franciául, olaszul és portugálul is, valamint további három nyelven.

## Térkép

Részt vevő országok
Országok, melyek korábban részt vettek, de ebben az évben nem

## Ponttáblázat
|                    | Zsűrik   | Zsűrik     | Zsűrik              | Zsűrik | Zsűrik        | Zsűrik        | Zsűrik      | Zsűrik  | Zsűrik     | Zsűrik      | Zsűrik | Zsűrik      | Zsűrik   | Zsűrik             | Zsűrik | Zsűrik     | Zsűrik   | Zsűrik    | Zsűrik      | Zsűrik |
| Össz               | Írország | Finnország | Ciprusi Köztársaság | Dánia  | Spanyolország | Franciaország | Törökország | Belgium | Portugália | Németország | Izrael | Olaszország | Norvégia | Egyesült Királyság | Svájc  | Svédország | Ausztria | Luxemburg | Görögország |        |
| ------------------ | -------- | ---------- | ------------------- | ------ | ------------- | ------------- | ----------- | ------- | ---------- | ----------- | ------ | ----------- | -------- | ------------------ | ------ | ---------- | -------- | --------- | ----------- | ------ |
| Írország           | 91       |            | 1                   | 7      | 3             | 4             | 3           | 5       | 8          | 8           | 4      | 8           | 12       | 3                  | 3      | 5          | 7        | 10        |             |        |
| Finnország         | 58       | 6          |                     | 6      |               | 6             |             | 3       |            |             |        | 1           | 7        |                    | 7      | 2          | 10       |           |             | 10     |
| Ciprus             | 15       | 1          |                     |        |               |               |             |         |            |             |        |             | 3        |                    |        | 3          |          |           |             | 8      |
| Dánia              | 41       |            |                     | 3      |               |               | 10          |         | 3          | 1           | 6      |             | 2        | 6                  |        |            | 5        | 5         |             |        |
| Spanyolország      | 36       | 2          | 8                   | 1      |               |               |             | 12      |            | 2           |        |             |          |                    | 4      |            |          |           | 1           | 6      |
| Franciaország      | 56       |            | 5                   | 4      |               |               |             | 1       |            | 3           |        | 3           | 10       |                    | 2      | 4          | 6        | 3         | 3           | 12     |
| Törökország        | 36       | 7          | 2                   |        |               | 3             |             |         | 1          |             | 2      |             |          | 1                  | 8      | 12         |          |           |             |        |
| Belgium            | 7        |            |                     |        |               |               |             | 7       |            |             |        |             |          |                    |        |            |          |           |             |        |
| Portugália         | 9        |            |                     |        |               |               |             | 2       |            |             |        |             |          |                    |        |            |          |           |             | 7      |
| Németország        | 105      | 4          | 10                  | 12     | 10            | 10            | 8           |         | 10         | 7           |        | 7           |          | 8                  | 1      |            | 8        |           | 10          |        |
| Izrael             | 93       | 8          |                     | 5      | 4             | 8             | 12          |         |            | 5           | 7      |             | 5        | 10                 | 5      | 7          | 2        | 7         | 6           | 2      |
| Olaszország        | 78       |            | 6                   | 10     | 1             | 12            | 5           | 8       | 2          | 12          |        | 4           |          |                    |        |            |          | 6         | 12          |        |
| Norvégia           | 123      | 12         | 4                   |        | 12            | 1             | 2           |         | 12         |             | 12     | 12          | 6        |                    | 12     | 6          | 12       | 12        | 7           | 1      |
| Egyesült Királyság | 100      | 5          | 7                   |        | 5             | 5             | 6           | 10      | 6          | 6           | 5      | 2           | 8        | 7                  |        | 10         | 4        | 2         | 8           | 4      |
| Svájc              | 39       |            | 3                   | 2      | 6             |               |             | 6       | 5          | 4           | 1      |             |          | 5                  |        |            | 1        | 1         | 2           | 3      |
| Svédország         | 103      | 10         | 12                  |        | 8             | 2             | 7           | 4       | 7          |             | 8      | 6           | 4        | 12                 | 6      | 8          |          | 4         | 5           |        |
| Ausztria           | 60       | 3          |                     |        | 7             |               | 1           |         | 4          |             | 10     | 10          |          | 2                  | 10     | 1          | 3        |           | 4           | 5      |
| Luxemburg          | 37       |            |                     |        | 2             |               | 4           |         |            | 10          | 3      | 5           | 1        | 4                  |        |            |          | 8         |             |        |
| Görögország        | 15       |            |                     | 8      |               | 7             |             |         |            |             |        |             |          |                    |        |            |          |           |             |        |

## 12 pontos dalok
| Darab | 12 pontos ország                                                         |
| ----- | ------------------------------------------------------------------------ |
| 8     | Norvégia                                                                 |
| 3     | Olaszország                                                              |
| 2     | Svédország                                                               |
| 1     | Írország, Spanyolország, Franciaország, Törökország, Németország, Izrael |

## Visszatérő előadók
| Előadó                                                                 | Ország      | Előző év(ek)                                      |
| ---------------------------------------------------------------------- | ----------- | ------------------------------------------------- |
| Hot Eyes                                                               | Dánia       | 1984                                              |
| Izhar Cohen                                                            | Izrael      | 1978 (győztes)                                    |
| Al Bano és Romina Power                                                | Olaszország | 1976                                              |
| Hanne Krogh (Bobbysocks tagja) Elisabeth Andreassen (Bobbysocks tagja) | Norvégia    | 1971 1982 (Chips tagjaként, Svédország színeiben) |
| Mariella Farré Pino Gasparini                                          | Svájc       | 1983 1977 (Pepe Lienhard Band tagjaként)          |
| Kikki Danielsson                                                       | Svédország  | 1982 (Chips tagjaként)                            |
| Gary Lux                                                               | Ausztria    | 1983 (Westend tagjaként)                          |
| Ireen Sheer                                                            | Luxemburg   | 1974, 1978 (Németország színeiben)                |